# Insurgência no Sistão-Baluchistão
A insurgência em Sistão e Baluchistão faz parte dos conflitos em Baluchistão que têm ocorrido desde aproximadamente 2004, com baixa intensidade e um nível de conflito relativamente equilibrado na província de Sistão-Baluchistão, entre a República Islâmica do Irão e vários grupos balúchis sunitas reconhecidos como grupos terroristas por Teerão.